# محاكمة مضاعفة
المُحاكمة المضاعفة أو الخطر المزدوج هو دفاع إجرائي يمنع محاكمة المتّهم لمرة ثانية على الجرم ذاته (أو جرم يشبهه) بناء على الحقائق ذاتها بعد تبرئته أو إدانته قانونياً.
وصفت المحكمة الأمريكية العليا في قرارها بالإجماع المرتبط بقضية «بول ضد الولايات المتحدة» (163 U.S. 662) في عام 1896 -التي تعتبر إحدى أقدم القضايا المتعلقة بالمُحاكمة المضاعفة- بأنه «لا يوجد حظر مفروض على الخضوع مرتين للعقوبة، بل هو مفروض على التعرض للخطر مرتين، حيث يتعرض المتهم للخطر في المحاكمة الأولى إن كان بريئاً أو مداناً».
في حال طرحت هذه المسألة، تقدّم الأدلة أمام المحكمة التي عادةً ما تصدر حكماً أولياً لمعرفة ما إذا كان الادعاء مبنياً على الأدلة أم لا؛ إن ثبت الادعاء، تمنع المحاكمة هذه من المتابعة. تعتبر الكفالة ضد «التعرض للخطر مرتين» حقاً دستورياً في بعض البلدان، بما في ذلك كندا والمكسيك والولايات المتحدة. أما في بلدان أخرى، تمنح الحماية بموجب النظام الأساسي.
يسمح للمدعى عليه أن يقدّم ادعاءً قطعياً بأنه بريء (تمت تبرئته سابقاً) أو محكوم عليه (مدان سابقاً)، حيث يمتلك كلاهما ذات التأثير في البلدان التي تطبّق القانون العام.
يعود هذا المبدأ إلى القانون الروماني، حيث ينص الحكم على أن «القضية التي جزمت سابقاً لا يجب طرحها مرة أخرى».

## العهد الدولي الخاص بالحقوق المدنية والسياسية
يعترف 72 موقعاً و166 طرفاً في العهد الدولي الخاص بالحقوق المدنية والسياسية بموجب المادة 14 (7): «لا يجوز إخضاع أي شخص للمحاكمة أو العقوبة مرة ثانية بناءً على جريمة أدين بها سابقاً أو بُرئ منها بموجب القانون والإجراءات الجنائية لكل دولة».

## الاتفاقية الأوروبية لحقوق الإنسان
اعتمد أعضاء مجلس أوروبا (الذي يشمل الدول الأوروبية وأعضاء الاتحاد الأوروبي) الاتفاقية الأوروبية لحقوق الإنسان. يحمي البروتوكول الاختياري للاتفاقية ذو الرقم 7 للمادة 4 من المُحاكمة المضاعفة: «يمنع إخضاع أي شخص للمحاكمة أو العقوبة لمرة ثانية ضمن الإجراءات الجنائية للولاية ذاتها على جريمة سبق أن برئ أو أدين عليها وفقاً للقانون والإجراءات الجنائية لتلك الدولة».
صدّقت جميع دول الاتحاد الأوروبي على هذا البروتوكول الاختياري عدا ثلاث دول، وهي ألمانيا والمملكة المتحدة وهولندا. فقد تتفق أو تختلف القوانين الوطنية المتعلقة بالمُحاكمة المضاعفة لهذه الدول الأعضاء مع الحكم المذكور أعلاه.

## وفقاً للدولة

### أستراليا
تختلف أستراليا عن الدول الأخرى التي تطبق القانون العام، حيث وُضع قانون أسترالي متعلّق بالمُحاكمة المضاعفة كي يحيل دون حدوث محاكمة الزور بعد تبرئة سابقة، وذلك عندما تناقض شهادة الزور البراءة. عزز هذا الأمر في قضية «الملكة ضد ريموند جون كارول»، حيث عثرت الشرطة على أدلة جديدة مناقضة لحجة غياب كارول بصورة مقنعة، وذلك بعد عقدين من تبرئته من تهمة قتل الطفل ديدري كينيدي الذي كان يقطن في مدينة إبسوتش الأسترالية، وبذلك حوكم كارول بتهمة الحنث بالقسم.
وضعت خطة لنموذج تشريعي خلال اجتماع مجلس الحكومات الأسترالية (COAG) في عام 2007، وذلك بهدف إعادة صياغة قوانين المُحاكمة المضاعفة، إلا أن الولايات لم تتوصل إلى اتفاق رسمي. اختارت جميع الولايات في الوقت الحالي وضع تشريعات تعكس توصيات مجلس الحكومات الأسترالية بشأن الأدلة «الجديدة والقاهرة».

### كندا
يتضمن الميثاق الكندي للحقوق والحريات أحكاماً كالمادة 11 (h) التي تحظر المُحاكمة المضاعفة. ومع ذلك، لا يطبق هذا الحظر إلا بعد إدانة المتهم «أخيراً» أو تبرئته. يجيز القانون الكندي للادعاء استئناف الحكم بالبراءة إن تم نقض البراءة، حيث لن تعتبر المحاكمة الجديدة خطراً مزدوجاً حين يلغى حكم المحاكمة الأولى. وفي بعض الحالات النادرة، قد يستبدل الحكم بالبراءة بمحكمة استئناف، حيث لا يعتبر الأمر خطراً مزدوجاً في هذه الحالة لكون الاستئناف والإدانة التي ستلحق به استمرارية للمحاكمة الأصلية.
تشترط المحكمة العليا في كندا إثباتاً من السلطة الملكية على حدوث خطأ قانوني متعلق بالحكم أثناء المحاكمة كي يكون استئناف الحكم بالبراءة ناجحاً. إلا أنه أشير إلى كون هذا الاختبار مفيداً بصورة مجحفة للادعاء العام.

### فرنسا
يصبح الحكم نهائياً وتغلق دعوى الادعاء عندما تستنفذ جميع الاستئنافات في قضية ما (قانون الإجراءات الجنائية، المادة 6)، وتستثنى حالات تزوير الحكم النهائي. حيث تعتبر مقاضاة جريمة محكوم عليها سابقاً أمراً مستحيلاً حتى وإن عثر على أدلة مثبتة للجرم. ومع ذلك، يجوز أن يطلب الشخص المدان محاكمة أخرى على أساس أدلة تبرئة جديدة من خلال إجراء «المراجعة».

### ألمانيا
يمنح القانون الأساسي لجمهورية ألمانيا الاتحادية حماية من المُحاكمة المضاعفة بعد صدور الحكم النهائي، حيث يعتبر الحكم نهائياً إن لم يقدم أحد استئنافاً ضده.
ومع ذلك، يمكن لكل طرف من أطراف المحاكمة استئناف الحكم في المحكمة الابتدائية، أي أنه يسمح للادعاء والمدّعى عليه بتقديم استئناف للحكم في حال عدم الموافقة عليه. وفي هذه الحالة، تستمر المحاكمة مرة أخرى ضمن المرحلة الثانية التي تسمى بمحكمة الاستئناف، وذلك بهدف إعادة النظر في الحقائق والأسباب قبل أن تصدر الحكم النهائي.
إن لم يوافق أحد طرفي المحاكمة على الحكم الذي أصدرته محكمة الاستئناف، يستطيع هذا الطرف أن يستأنف في حال وجود أسباب قضائية رسمية. تستمر المحاكمة ضمن محكمة ثالثة إن طبقت جميع القوانين بشكل صحيح.

### الهند
تعتبر الحماية الجزئية ضد المُحاكمة المضاعفة حقاً أساسياً مكفولاً بموجب المادة 20 (2) في الدستور الهندي، حيث تنص على أنه «لا يجوز مقاضاة أو معاقبة أي شخص على الجريمة ذاتها أكثر من مرة». يرسّخ هذا البند مفهوم «الإدانة السابقة»، الذي ينص على عدم إمكانية محاكمة أو إدانة أي شخص مدان بجريمة لمرة أخرى. إلا أن هذا البند لا يشمل مفهوم «البراءة السابقة»، لذا يصبح من الممكن أن تعاد محاكمة شخص مبرئ سابقاً. تعتبر الحماية ضد «البراءة السابقة» في الهند حقاً تشريعياً وليس أساسياً، حيث تمنح هذه الحماية بموجب أحكام قانون الإجراءات الجنائية وليس بموجب الدستور.

### اليابان
ينصّ دستور اليابان في المادة 39 على أنه «لا يتحمّل أي شخص المسؤولية الجنائية عن فعل كان قانونياً عند ارتكابه أو عن فعل تمت تبرئته منه، كما لا يجوز تعريض الشخص للخطر المزدوج». أما في العرف، يتمكن المدعي العام من الاستئناف أمام محكمة عليا في حال تبرئة الشخص في محكمة محلية دنيا قبل أن يتوجه إلى المحكمة العليا، حيث تعتبر البراءة التي تمنحها المحكمة العليا براءةً نهائيةً تقف في وجه أي إعادة للمحاكمة. تستغرق هذه العملية عقوداً في بعض الأحيان.
لا يعتبر ما ورد أعلاه انتهاكاً للدستور، حيث تعتبر هذه العملية جزءاً من إجراء واحد بحسب سابقة صادرة عن المحكمة العليا.

### هولندا
يسمح للادعاء العام في هولندا باستئناف حكم «غير مذنب» في الجلسة، حيث يمكن تقديم أدلة جديدة أثناء إعادة المحاكمة في محكمة محلية وبالتالي يسمح بمحاكمة الشخص على الجريمة المزعومة ذاتها. يستطيع الدفاع تقديم استئناف لأسباب إجرائية للمحكمة العليا في حال الإدانة ضمن المحكمة المحلية. في حال قبول المحكمة العليا لهذه الشكوى، يعاد فتح القضية في محكمة محلية أخرى ليقدّم الادعاء أدلة جديدة.

### باكستان
توفر المادة 13 من الدستور الباكستاني الحماية من تعرض الشخص للعقاب أو المقاضاة أكثر من مرة على الجريمة ذاتها.

### صربيا
أدرج هذا البند ضمن دستور جمهورية صربيا، ليتم تفصيله بشكل أكبر ضمن قانون الإجراءات الجنائية الخاص به

### جنوب أفريقيا
يحظر الفصل الثاني من دستور جنوب أفريقيا إعادة المحاكمة عندما يوجد حكم بالبراءة أو الإدانة.

### الولايات المتحدة
يتم الحفاظ على الحماية القديمة للقانون العام ضد المُحاكمة المضاعفة صارمة في الولايات المتحدة، إذ تبقى بعيداً عن متناول التغييرات باستثناء التعديل الدستوري.
وبالمقابل، يتضمن المُحاكمة المضاعفة استثناءً رئيسياً. بموجب مبدأ السيادة المزدوجة، يسمح لعدد من أصحاب السيادة بالحكم على المدعى عليه على الجريمة ذاتها. يمكن أن تكون القوانين الجنائية للحكومات الفيدرالية وحكومات الولايات متداخلة، لذا يمكن أن يدان الجاني في ولاية ما وفي المحاكم الفيدرالية بسبب الجريمة ذاتها بالضبط أو بسبب جرائم مختلفة تظهر الحقائق ذاتها. ومع ذلك، قضت المحكمة العليا في عام 2016 بأنه لا يوجد سيادة منفصلة لبورتوريكو بسبب حكم المُحاكمة المضاعفة. كان مبدأ السيادة المزدوجة موضوع انتقاد علمي جوهري.
يشمل بند المُحاكمة المضاعفة أربعة محظورات منفصلة، وهي المقاضاة التي تلحق الحكم بالبراءة والمقاضاة التي تلحق الإدانة والمقاضاة التي تلحق خطأ قضائي، إضافة إلى العقوبة المتعددة للتهمة ذاتها.